# Origins (Imagine Dragons)
Origins è il quarto album in studio del gruppo musicale statunitense Imagine Dragons, pubblicato il 9 novembre 2018 dalla Interscope Records.

## Descrizione
Il disco, considerato un "album fratello" del precedente Evolve, uscito l'anno precedente, è concepito dal cantante Dan Reynolds come un «esplorare nuovi territori ma apprezzare anche le tue origini. Quando creiamo, lo facciamo senza porci confini o regole. Troviamo eccitante creare musica che ci appaia differente e nuova». È stato anticipato in estate dai singoli Natural, di discreto successo commerciale, e Zero, realizzato per il film della Disney Ralph spacca Internet, e tra ottobre e novembre da Machine e Bad Liar.
Registrato in più sessioni tra Stati Uniti d'America ed Europa lavorando con diversi produttori, Origins è l'album degli Imagine Dragons che più si avvicina alla musica pop, presentando comunque caratteristiche di altri generi come new wave, industrial, musica elettronica e soul. Il brano Digital presenta invece sonorità prettamente drum and bass.

## Accoglienza
L'album ha ricevuto un responso misto dalla critica. Su Metacritic il punteggio medio ammonta a 59 su 100, sulla base di 10 critiche. The Independent lo ha accolto positivamente, scrivendo che «Origins è l'ennesima conferma delle capacità di cantautore pop di Reynolds e della sua ambizione», mentre altri recensori come The Guardian, PopMatters e Sputnikmusic l'hanno definito ripetitivo e poco originale, ricevendo dall'ultimo dei tre un voto di 1 su 5, equivalente a "terribile" (awful).

## Tracce
1. Natural – 3:09 (Imagine Dragons, Mattman & Robin, Justin Tranter)
2. Boomerang – 3:07 (Imagine Dragons, Jorgen Odegard)
3. Machine – 3:01 (Imagine Dragons, Alex da Kid)
4. Cool Out – 3:37 (Imagine Dragons, Timothy Randolph)
5. Bad Liar – 4:20 (Imagine Dragons, Aja Volkman, Jorgen Odegard)
6. West Coast – 3:37 (Imagine Dragons)
7. Zero (from the Original Motion Picture Ralph Breaks The Internet) – 3:30 (Imagine Dragons, John Hill)
8. Bullet in a Gun – 3:24 (Imagine Dragons, Alex da Kid, Jayson DeZuzio)
9. Digital – 3:21 (Imagine Dragons, Alex da Kid)
10. Only – 3:00 (Imagine Dragons, Mattman & Robin, Justin Tranter)
11. Stuck – 3:10 (Imagine Dragons, Alex da Kid, Jayson DeZuzio)
12. Love – 2:46 (Dan Reynolds, Ben McKee, Wayne Sermon, Ido Zmishlany)

Tracce bonus nell'edizione deluxe
1. Birds – 3:39 (Imagine Dragons, Joel Little)
2. Burn Out – 4:33 (Imagine Dragons)
3. Real Life – 4:07 (Imagine Dragons, Tim Randolph)

Traccia bonus nell'edizione fisica
1. Born to Be Yours (with Kygo) – 3:13 (Imagine Dragons, Kygo)

## Formazione
Imagine Dragons
- Dan Reynolds – voce, chitarra acustica, tastiera
- Wayne Sermon – chitarra elettrica, chitarra acustica, cori
- Ben McKee – basso, tastiera, sintetizzatore, cori
- Daniel Platzman – batteria, percussioni, cori

Produzione
- Alex da Kid – produzione esecutiva; produzione e ingegneria del suono (tracce 3, 8, 9 e 11)
- Imagine Dragons – produzione (tracce 6 e 14 edizione deluxe)
- Mattman & Robin – produzione e ingegneria del suono (tracce 1, 4 e 10)
- Jorgen Odegard – produzione (tracce 2 e 5), ingegneria del suono (traccia 5), missaggio (traccia 2)
- John Hill – produzione (traccia 7)
- Jayson DeZuzio – produzione (tracce 8 e 11)
- Tim Randolph – produzione (tracce 4 e 15 edizione deluxe), ingegneria del suono (traccia 15 edizione deluxe)
- Ido Zmishlany – produzione e ingegneria del suono (traccia 12)
- Joel Little – produzione e ingegneria del suono (traccia 13 edizione deluxe)
- Kygo – produzione e ingegneria del suono (traccia 13 edizione fisica)
- Dan Reynolds – ingegneria del suono (tracce 3, 8, 9 e 11)
- Wayne Sermon – ingegneria del suono (tracce 4 e 5)
- Rob Cohen – ingegneria del suono (traccia 7)
- Sean Cook – ingegneria del suono (traccia 15 edizione deluxe)
- David Tolomei – ingegneria del suono (traccia 15 edizione deluxe)
- Șerban Ghenea – missaggio (eccetto tracce 2, 3, 8, 9, 11 e 12)
- Manny Marroquin – missaggio (tracce 3, 8, 9 e 11)
- Mark Needham – missaggio (traccia 12)
- Randy Merrill – mastering

## Classifiche

### Classifiche settimanali
| Classifica (2018)         | Posizione massima |
| ------------------------- | ----------------- |
| Australia                 | 4                 |
| Austria                   | 2                 |
| Belgio (Fiandre)          | 6                 |
| Belgio (Vallonia)         | 7                 |
| Canada                    | 1                 |
| Danimarca                 | 6                 |
| Finlandia                 | 4                 |
| Francia                   | 5                 |
| Germania                  | 6                 |
| Irlanda                   | 11                |
| Italia                    | 5                 |
| Messico                   | 1                 |
| Nuova Zelanda             | 3                 |
| Paesi Bassi               | 3                 |
| Portogallo                | 3                 |
| Regno Unito               | 9                 |
| Spagna                    | 6                 |
| Stati Uniti               | 2                 |
| Stati Uniti (alternative) | 1                 |
| Stati Uniti (rock)        | 1                 |
| Svezia                    | 2                 |
| Svizzera                  | 2                 |

### Classifiche di fine anno
| Classifica (2019) | Posizione |
| ----------------- | --------- |
| Messico           | 41        |
| Portogallo        | 40        |
| Repubblica Ceca   | 9         |
| Slovacchia        | 5         |
| Spagna            | 95        |
| Classifica (2020) | Posizione |
| Belgio (Vallonia) | 176       |
| Francia           | 125       |
| Classifica (2021) | Posizione |
| Belgio (Vallonia) | 180       |
| Classifica (2022) | Posizione |
| Belgio (Vallonia) | 185       |